# Tárbena
Tárbena (en valenciano y oficialmente, Tàrbena) es un municipio y localidad española de la Comunidad Valenciana. Situado en la provincia de Alicante, pertenece a la comarca de la Marina Baja. Cuenta con una población de 634 habitantes (INE 2024).

## Geografía

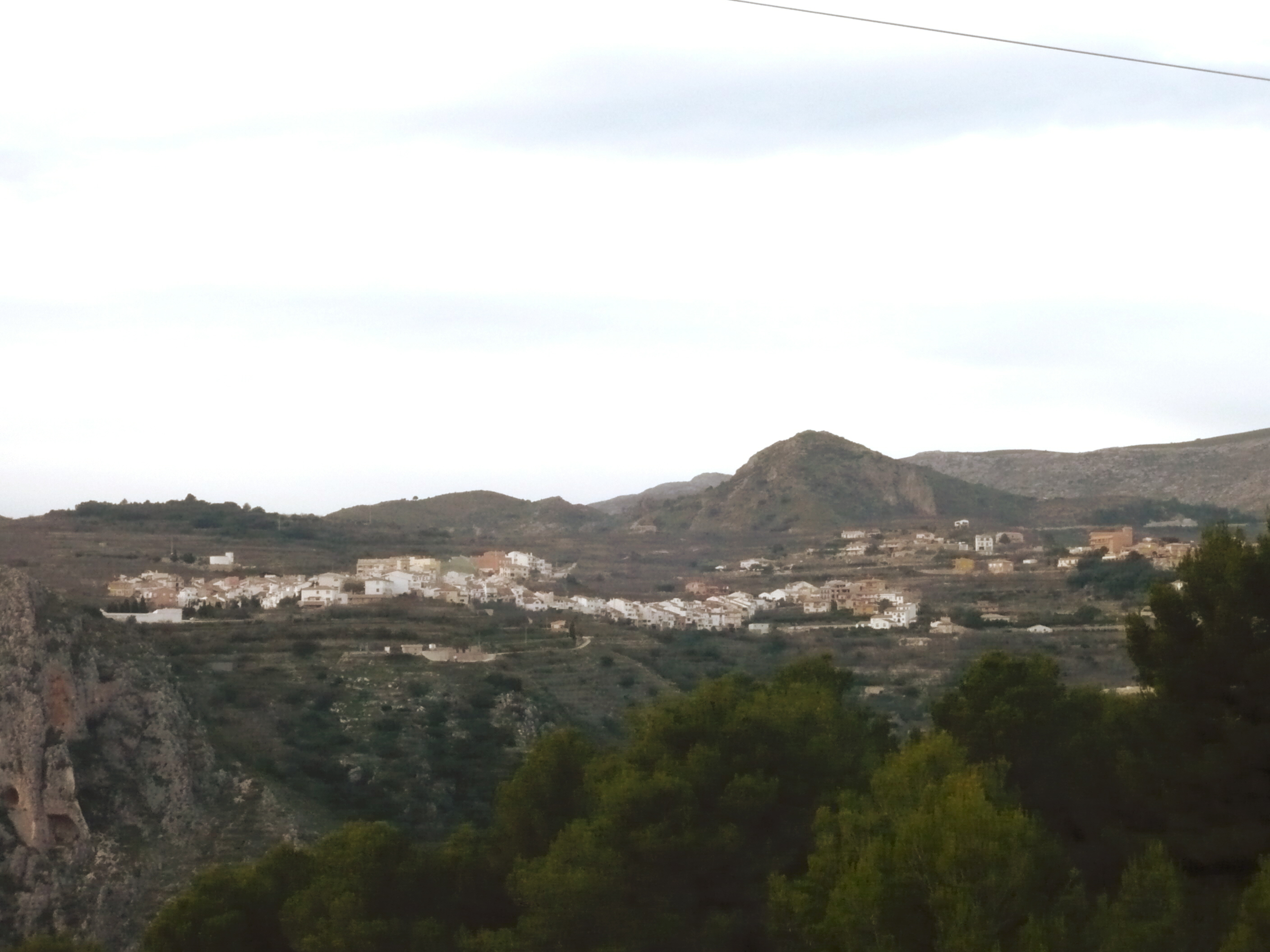
Vista de la localidad

Su término de 31,7 km² está formado por tres valles: el valle de Binarreal-Sacos, cerrado por la Sierra del Carrascal de Parcent o Solana de Parelles (994) al norte, la Sierra del Ferrer (889) y la Peña de Coll de Rates (769) al este, Es Pinyol Roig (778) y Es Serral (636) al oeste y la formación del Tossal de Santa Bàrbara (697), Penyó den Sifre (615) y Tossal Groc (628) que va de noroeste a sudeste. En él se originan el Río Sacos y el Barranco de l'Om.
El valle de Bijouca, formado por la Sierra de ses Cordelleres o Solana de Bijouca (1001) al norte, el Somo (886) al oeste y S'Ombria des Avencs o Penya Médoc (762) y Es Pinyol Roig al sur. Por este valle discurren el Barranc de Sa Cova Roja, que se origina en el Pouet de ses Peres, y el Barranco de La Viuda.
El valle de la Murta, cerrado por Las Viñas (644) y La Muntañeta (560) al oeste, el Tozal de Santa Bárbara, Penyal den Sifre i Tossal Groc al norte y la Loma del Rafalet (526) y El Matapolls (464) al este, por el cual discurre el Barranco de la Murta.

### Límites
El término de Tárbena limita al norte con Parcent, Benichembla y Vall de Laguart, al este con Jalón y Alcalalí, al sur con Callosa de Ensarriá y Bolulla y al oeste con Castell de Castells.

### Acceso
Es el último pueblo de la Marina Baja antes de entrar, por el Coll de Rates, al Valle de Pop. El rasgo característico de este pueblo es el paisaje de montaña. De clima suave aunque con alguna nevada esporádica.
Desde Alicante se accede a través de la N-332 y/o la AP-7 tomando luego la CV-70 y posteriormente por la carretera que lleva desde Pego a Callosa de Ensarriá (CV-715).

## Etimología
El nombre del municipio proviene de la raíz preindoeuropea tar- (=colina) + el sufijo colectivo -ena.

## Historia
Los primeros indicios de poblamiento se encuentran en el yacimiento de La Cueva de Dalt, habitada en el Neolítico y en las estaciones de arte rupestre del Barranco del Jorquet y La Cueva de las Letras o Peña Escrita. Restos de asentamientos ibéricos se encuentran en Cueva de Dalt, en paraje de La Montaña y en el castillo (La Caseta de los Moros). 
En época árabe pertenecía a la jurisdicción de la ciudad de Denia. Hay noticias que en el 1090 el Cid a su paso por el Portus Tarna (El Pueblo Alto), se paró en el castillo de Tárbena. 
Al abril de 1245, el caudillo árabe, al-Azraq y el infante Alfonso de Aragón firmaron el “Pacto del Pouet” por el cual el árabe se declaraba vasallo del rey Jaime I, entregándole, inmediatamente los castillo de Pop y Tárbena, reteniendo por un período determinado el resto de castillos: Margalida, Cariola, Castell de Castells, Gallinera, Alcalá y Perpuxent. Tárbena participó activamente en la revuelta de al-Azraq (1248-58). Sofocada la rebelión, Jaime I, entregó el castillo, el valle, fortificaciones y villas de Tárbena, al mudéjar Mohámed ‘Amr ibn Isahq. El apoyo dado por ibn Isahq a los rebeldes de Murcia, provocó su expulsión del Reino de Valencia, en el 1268. Entonces hizo donación de Tárbena (1268) a su concubina, Berenguela Alfonso de Molina, quien murió sin descendencia. Posteriormente al 1274, regresa a hacer donación de Tárbena, a su nueva amanceba, Sibila de Saga. 
El castillo de Tárbena, fue uno de los focos importantes de la revuelta de Ibrahim (1276-77), por este motivo sofocada la rebelión los mudéjares de Tárbena fueron expulsados. Fue entonces cuando Pedro el Grande otorga carta puebla, según la cual se asentaron cuarenta pobladores cristianos en el valle, 1280. Poco duraron los cristianos en Tárbena, al cabo de poco tiempo el valle volvió a ser habitado por mudéjares. 
En el 1297, Jaime el Justo, cedió en honrado feudo el castillo y villa de Tárbena a Bernardo de Cabrera. En 1310 consta como propiedad de Bernardo de Sarrià, casado con Isabel de Cabrera; a la muerte de Bernardo todas sus propiedades pasaron al infante Pedro de Aragón. Formando parte del Ducado de Gandía. En el 1429, el infante Juan vendió, con derecho de remisión, el castillo y lugares de Tárbena a Jaime Beneito y a Pedro Pérez por 46 000 sueldos. Después, haciendo huso del derecho de remisión, vuelve a venderla a Guerau Bou, igual hizo con Callosa. El nuevo señor vinculó las baronías de Callosa y Tárbena en 1458. La vinculación terminó con la muerte sin sucesión del quinto poseedor de la baronía, Jaime Bou. Luisa Bou, casada con Miguel de Montcada, retuvo los derechos sobre el señorío. Iniciándose de esta manera un pleito que dura alrededor de dos siglos. 
Con la expulsión de los moriscos (1609), el valle de Tárbena, queda totalmente despoblada. La baronesa de Tárbena, Catalina de Montcada y Bou, otorga carta de población a diecinueve pobladores venidos de Mallorca. Un año después hubo un nuevo asentamiento con veintiocho nuevos pobladores isleños. Postreramente al 1616 se asentaron veinticuatro baleares más.

## Geografía humana

### Demografía
Cuenta con una población de 634 habitantes (INE 2024).
| Gráfica de evolución demográfica de Tárbena entre 1842 y 2021                                                         |
| |
| Población de derecho según los censos de población del INE. Población de hecho según los censos de población del INE. |

| Nacionalidad | Hombres | Mujeres | Total | %     | Proporción |
| ------------ | ------- | ------- | ----- | ----- | ---------- |
| Española     | 197     | 190     | 387   | 62.0% |            |
| Extranjera   | 131     | 106     | 237   | 37.9% |            |

### Economía
Basada tradicionalmente en la agricultura. Cuenta con artesanía del mimbre y palma, así como prendas de lana.

## Política
| Periodo   | Nombre                                                             | Partido      |
| --------- | ------------------------------------------------------------------ | ------------ |
| 1979-1983 | Eusebio Signes Molines                                             | PSPV-PSOE    |
| 1983-1987 | Juan Calafat Moncho                                                | PSPV-PSOE    |
| 1987-1991 | Juan Calafat Moncho                                                | PSPV-PSOE    |
| 1991-1995 | José Tomás Mascaró Moncho                                          | PSPV-PSOE    |
| 1995-1999 | José Tomás Mascaró Moncho                                          | PSPV-PSOE    |
| 1999-2003 | José Tomás Mascaró Moncho                                          | PSPV-PSOE    |
| 2003-2007 | José Tomás Mascaró Moncho                                          | PSPV-PSOE    |
| 2007-2011 | José Francisco Signes Mascaró                                      | PP           |
| 2011-2015 | José Francisco Signes Mascaró                                      | PP           |
| 2015-2019 | José Francisco Signes Mascaró/Thierry Vicente Armand Más Soliveres | PP PSPV-PSOE |
| 2019-2023 | Francisco Javier Molines Sifre                                     | IPT          |
| 2023-act. | Francisco Javier Molines Sifre                                     | IPT          |

## Monumentos y lugares de interés
- Iglesia parroquial. Templo del siglo XVIII declarado de Bien de Relevancia Local por la Generalidad Valenciana, posee una gran riqueza decorativa en sus bóvedas. Cuenta con un retablo en el altar mayor tallado en madera de cedro real por los talleres "Hermanos Caballero" de Sevilla el año 2000.
- Castillo de Tárbena: castillo de origen musulmán, si bien la mayoría de sus elementos pertenecen a reformas cristianas. Se localiza próximo a la población, en el cerro Segué, a una altitud de 700 m. Desde este lugar se dominaba el valle y el acceso a Parcent por el Coll de Rates.
- Casitas de los Moros. Edificio de interés arquitectónico.
- Parajes de interés: Barranc de Les Lletres en el Ferrer, Caserío de Bixauca y despoblado morisco de Garx en la solana del Carrascal de Parcent. Cuevas de Les Lletres, del Moret y de Dalt.

## Fiestas
- Fiestas patronales. Se celebran el primer fin de semana de agosto. Sábado se celebra misa y procesión en honor de Santa Bárbara, patrona de la localidad. Domingo se celebra misa y procesión en honor del Salvador, patrono de la localidad. Lunes se celebra misa y procesión en honor de la Virgen del Rosario.
- Santa Bárbara. Tiene lugar el 4 de diciembre.
- Festa dels fadrins.
- San Antonio Abad. Tiene lugar el domingo más cercano al 17 de enero. Se celebra misa en honor del santo y al finalizar hay bendición de los animales.
- Jueves Santo. A las 00:00 h. se sale por las calles de la localidad cantando la "Pasión".

## Gastronomía
En la gastronomía destacan el arroz con judías, el potaje y la borra.